# منزل نفیسی
منزل نفیسی مربوط به دوره پهلوی اول است و در اهواز، خیابان نادری، خیابان کتانباف، روبروی پارگینگ کارون واقع شده و این اثر در تاریخ ۲۵ اسفند ۱۳۷۹ با شمارهٔ ثبت ۳۴۹۴ به‌عنوان یکی از آثار ملی ایران به ثبت رسیده است.